# Octonoba yoshidai
Octonoba yoshidai es una especie de araña araneomorfa del género Octonoba, familia Uloboridae. Fue descrita científicamente por Tanikawa en 2006.
Habita en Japón.